# 吸血鬼探案
《吸血鬼探案》（英語：The Adventure of the Sussex Vampire）是柯南·道爾所著的福爾摩斯探案的56個短篇故事之一，收錄於《福爾摩斯檔案簿》。

## 故事簡介
羅伯特·佛格森先生來函向福爾摩斯求助，指發現南美來的太太吸自己嬰孩的血，懷疑她立心不良，希望福爾摩斯查清。福爾摩斯從佛格森那兒得知，他與前妻還有一名十多歲的兒子傑克，現時與佛格森一家居住。另外，福爾摩斯又知道太太曾經嚴厲處罰前妻的兒子傑克。福爾摩斯到訪佛格森家中後，發現一隻奇怪的病狗，更確認自己的假設。實情是前妻兒子傑克妒忌弟弟受到寵愛，於是落毒害弟弟，太太又不想揭發他的罪行，只好自己從嬰孩的血中吸回毒藥。